# Cueva de Font-de-Gaume
La gruta de Font-de-Gaume es un yacimiento arqueológico de época paleolítica situado en el municipio de Les Eyzies-de-Tayac-Sireuil en el departamento de la Dordoña, al suroeste de Francia. Fue declarado Patrimonio de la Humanidad por la Unesco en el año 1979, formando parte del lugar «Sitios prehistóricos y grutas decoradas del valle del Vézère» con el código 85-003.
Se sitúa en el centro de Les Eyzies, a orillas del río Vézère. Esta magnífica cueva se localiza a escasa distancia de las cavernas de Les Combarelles, La Mouthe, Cap-Blanc y Lascaux.
Sus paredes tienen más de 200 grabados y pinturas magdalenienses. La Gruta de Font-de-Gaume es la última gran gruta decorada de Francia que presenta obras polícromas y permanece abierta al público. Las obras son comparables por su riqueza a las de la cueva de Altamira o la gruta de Lascaux aunque su estado de conservación es claramente menor. 

## Descubrimiento
Las obras parietales fueron descubiertas el 12 de septiembre de 1901 por Denis Peyrony, Henri Breuil y Louis Capitan, solo cuatro días después de las de Combarelles. La gruta no obstante ya era conocida por los habitantes de la región y la servía de terreno de juegos a los niños, de ahí la presencia de numerosas pintadas sobre algunas pinturas. 
Emprendieron las excavaciones D. Peyrony y H. Breuil, luego siguió F. Prat de 1958 a 1964 y en 1967. Los vestigios líticos puestos de manifiesto pertenecen esencialmente al Châtelperroniense y al Auriñaciense, más raramente al Musteriense, al Solutrense o al Magdaleniense. 

## Formación geológica

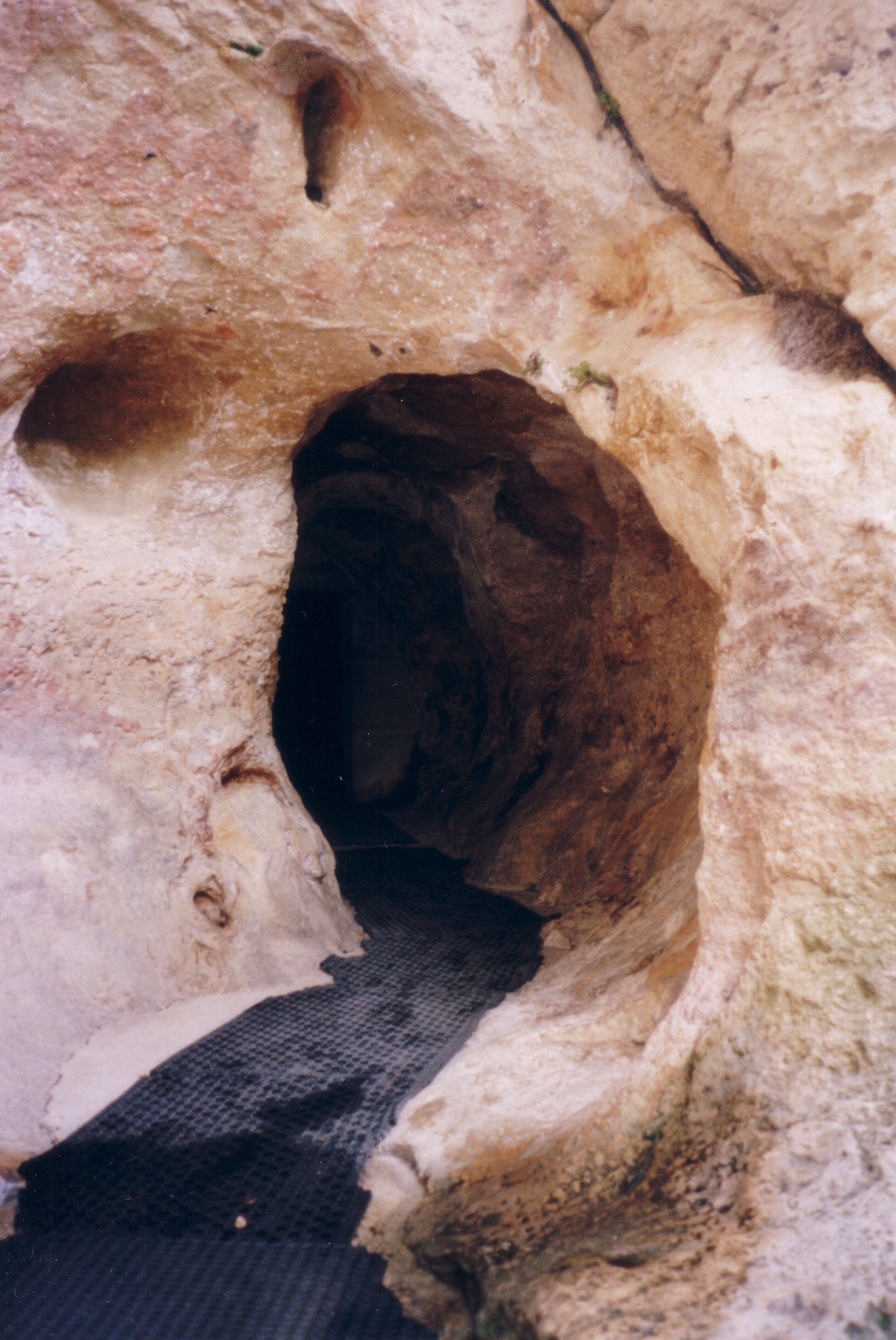
Entrada a la cueva.

Font-de-Gaume se encuentra excavada en la periferia de un macizo calcáreo que data del Santoniense y del Cretácico. La alta morfología en diaclasa se forma en calizas arenosas del Cretácico superior donde se encuentran las concreciones. Fue el discurrir de las aguas subterráneas lo que poco a poco cavó la gruta. Hoy día, la gruta se considera seca, aunque se encuentran algún discurrir de agua sobre algunas paredes. 
La gruta se presenta como un pasillo relativamente estrecho de 125 metros de longitud y 2 a 3 metros de amplio y hasta 8 metros de alto. Se abre a media altura de un acantilado de caliza Coniaciense. Las primeras figuraciones aparecen a una sesentena de metros de la entrada, después de un estrechamiento llamado el Rubicón. Este contribuyó seguramente a su conservación limitando las circulaciones de aire, aunque la cavidad todavía estuviera accesible y abierta. Quizá había otras obras entre la entrada y el estrechamiento, pero se borraron, a excepción de algunos rastros de grabados.

## Las obras

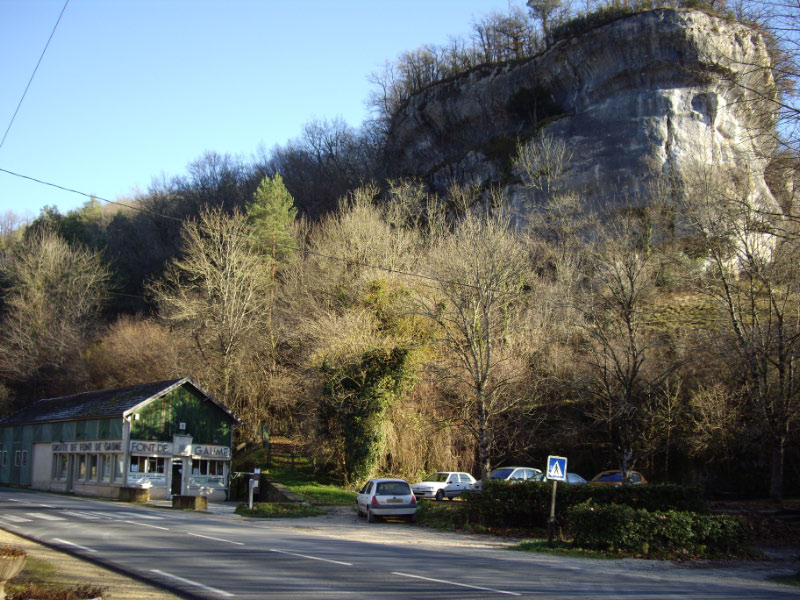
Vista general del entorno de la cueva.

Las obras incluyen más de 200 grabados y pinturas, incluidas algunas polícromas. La iluminación eléctrica actual proporciona una visión óptima de las espléndidas imágenes rupestres. Se trata de signos geométricos (tectiformes, cuadriláteros, signos en X), de animales (uros, bisontes, mamuts, caballos y también un león) y de algunas figuras antropomórficas (vulvas, silueta). Destaca la representación de un rinoceronte en almagre, así como grabados del león y los caballos. Los colores negros y rojos se obtienen a partir de pigmentos naturales, aplicados mediante impresión o estampado y soplado. 
El reno está bien representado, en particular gracias a dos individuos «enfrentados» en el centro de la pared izquierda. En una composición que asocia grabado y pintura, dos individuos se enfrentan: el de izquierda, de pie, tiene una gran cornamenta marrón y parece lamer el frente del de derecha, arrodillado y dotado con pequeña cornamenta roja. Esta escena ha sido objeto de numerosas interpretaciones contradictorias pero podría representar una parada sexual. 
En ausencia de una datación absoluta, las obras de Font-de-Gaume son generalmente atribuidas al Magdaleniense sobre la base de comparaciones estilísticas. Se considera que pertenecen al Estilo IV (13500 a. C. - 8500 a. C.)según la cronología establecida por Leroi-Gourhan en cuanto a estilos artísticos dentro del arte paleolítico. En las zonas de la entrada de la cueva nos encontramos con las pinturas del período más reciente. En ellas se utiliza el color de manera cuidada, casi preciosista, es por esto que algunos lo llaman el «período manierista» de la época, lo que aporta un claro humanismo a las pinturas. También es importante destacar la gran elaboración de detalles en las figuras.

## Visitas
La gruta de Font-de-Gaume está abierta al público, pero se limita el número de visitantes. Las obras están en un estado de conservación estable gracias a esta limitación. La visita se hace en grupos de 12 personas. Este lugar es administrado por el Centre des monuments nationaux.